# Michél Mazingu-Dinzey
Michél Sinda Mazingu-Dinzey (Berlim, 15 de outubro de 1972) é um ex-futebolista e atual treinador de futebol congolês que atuava como meio-campista..

## Carreira
Nascido em Berlim, Mazingu jogou praticamente toda a carreira profissional no futebol alemão, entre 1991 e 2008, com destaque para suas passagens por VfB Stuttgart, St. Pauli, Hertha Berlim, Munique 1860 e Hannover 96, além de ter defendido FV Wannsee, Lichterfelder e Holstein Kiel, onde se aposentou pela primeira vez, em 2008. Voltaria aos gramados em 2011, no TSV Apensen, clube amador da Baixa Saxônia, onde também exercia a função de técnico e atuaria por 2 jogos antes de encerrar definitivamente a carreira de jogador no ano seguinte. A única experiência fora da Alemanha foi no Vålerenga (Noruega), disputando, por empréstimo, 10 jogos e fazendo um gol.
Em 2009, trabalhou como auxiliar-técnico do Saint-Éloi Lupopo da República Democrática do Congo, além de exercer o comando técnico do Kosova Hamburg, equipe fundada por imigrantes albaneses que residiam em Hamburgo que disputava a sexta divisão alemã and left the club at the end of the 2013–2014 season.<ref>, e em 2019 trabalhou na seleção de Antígua e Barbuda, comandando a equipe em 8 jogos.

## Carreira internacional
Pela Seleção da República Democrática do Congo, Mazingu disputou 33 partidas e fez 3 gols entre 1996 e 2004. Pelos Leopardos, participou de 3 edições da Copa das Nações Africanas (1996 - quando o país ainda era chamado de Zaire - , 2000 e 2004).

## Títulos
TP Mazembe
- Copa da Baixa Saxônia: 1 (2003–04)

St. Pauli
- Regionalliga Nord: 1 (2006–07)

Hannover 96
- 2. Bundesliga: 1 (2001–02)